# Mesopotamian Half Flight

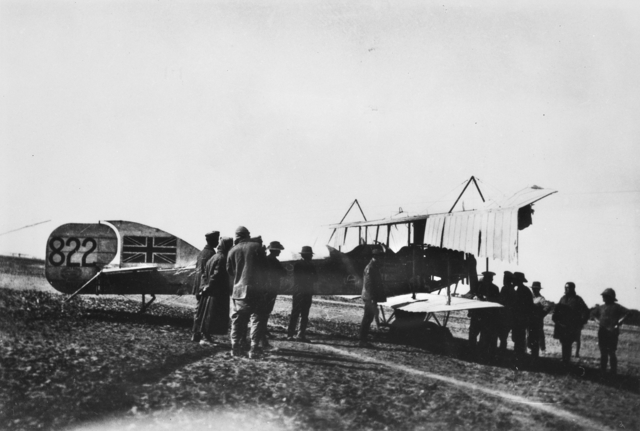

Le Mesopotamian Half Flight (MHF), ou Australian Half-Flight, est la première unité de l'Australian Flying Corps à entrer dans le service actif, durant la Première Guerre mondiale. Établie en avril 1915 à la demande du gouvernement indien, le MHF participe aux combats durant la campagne de Mésopotamie. L'unité est par la suite envoyée dans la vallée du Tigre pour soutenir les forces britanniques et indiennes sous le commandement du général de division Charles Townshend. Le Mesopotamian Half Flight est officiellement dissout en octobre 1916.